# جنگ گوساننن

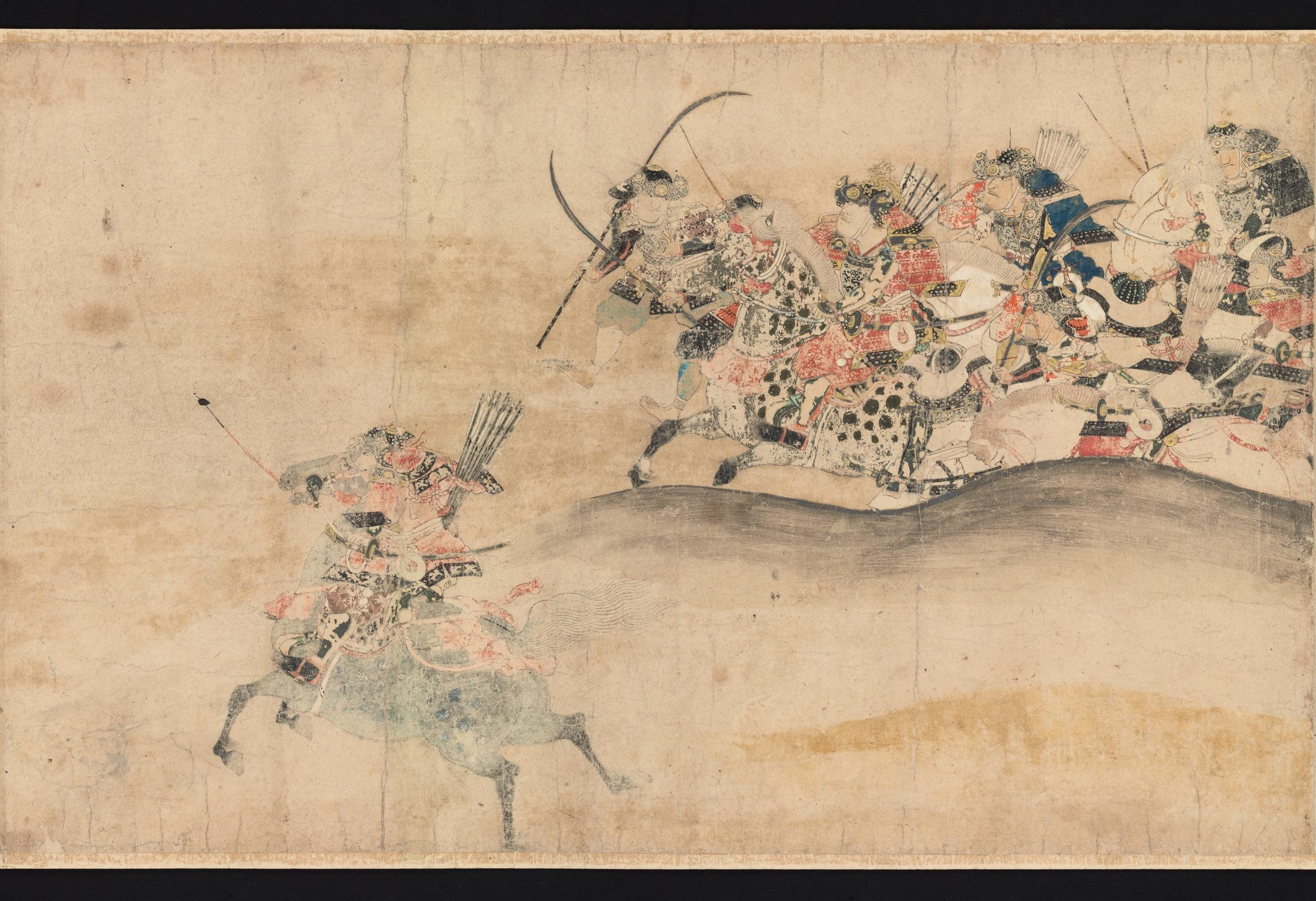
جنگ گوساننن

جنگ گوساننن (به ژاپنی: 後三年合戦, gosannen kassen) یک جنگ در دهه ۱۰۸۰ در ولایت موتسو در هونشوی ژاپن بود.
جنگ گوساننن بخشی از مبارزه طولانی برای در دست گرفتن قدرت در خاندان‌های جنگجو آن زمان بود.